# Nonoichi, Ishikawa
Nonoichi (野々市市 Nonoichi-shi) là thành phố thuộc tỉnh Ishikawa, Nhật Bản. Tính đến ngày 1 tháng 10 năm 2020, dân số ước tính thành phố là 57.238 người và mật độ dân số là 4.200 người/km2. Tổng diện tích thành phố là 13,56 km2.

## Địa lý

### Đô thị lân cận
- Ishikawa
  - Kanazawa
  - Hakusan